# Gare de Bâle CFF
 (novembre 2013).
Si vous disposez d'ouvrages ou d'articles de référence ou si vous connaissez des sites web de qualité traitant du thème abordé ici, merci de compléter l'article en donnant les références utiles à sa vérifiabilité et en les liant à la section « Notes et références ».
La gare de Bâle CFF (en allemand Bahnhof Basel SBB) est la principale gare voyageurs de Bâle, en Suisse. Elle comporte une partie réservée au trafic de et vers la France, appelée Bâle SNCF.

## Situation ferroviaire
La gare de Bâle CFF (et son annexe Bâle SNCF) est un point stratégique du réseau ferroviaire suisse, car sa situation permet de relier la Suisse à l'Europe du Nord.

## Histoire

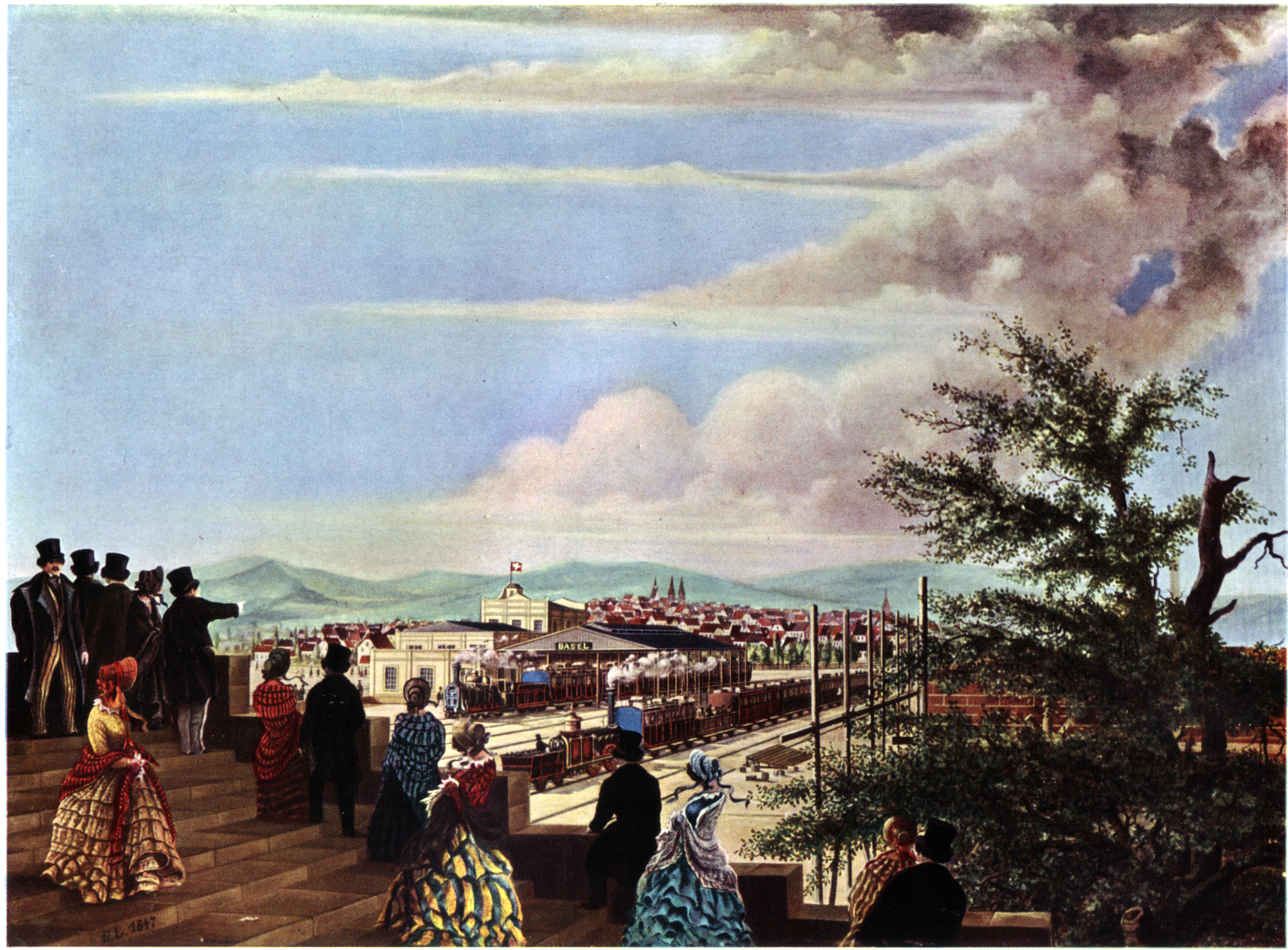
La première gare de Bâle, en 1847.

Grâce à sa situation géographique, au coude du Rhin et comme ville frontière, le raccordement de Bâle au réseau de chemin de fer est très tôt réalisé. C'est en 1844 que Bâle devient la première gare et la première voie ferrée de Suisse avec le terminus de la ligne Strasbourg – Saint-Louis – Bâle, soit trois ans avant la construction de la première ligne de chemin de fer intérieure Baden – Zurich.
En 1853, fut fondée à Bâle la Compagnie du Central-Suisse, dans le but de construire une ligne de chemin de fer de Bâle vers Olten et le Gothard. Le 19 décembre 1854, fut inauguré le premier tronçon Bâle – Liestal et, à cette occasion, la compagnie avait construit une première gare provisoire à une certaine distance de la ville. Comme les autorités de la ville n'arrivaient pas à se mettre d'accord sur l'emplacement définitif de la gare principale, la Compagnie de chemin de fer construisit une nouvelle gare provisoire, dite de la Lange Gasse, en 1854, pour faire face aux besoins des voyageurs. Elle restera en service de 1854 à 1860.
En 1860, est construite la gare monumentale de Bâle.
Le développement du trafic ferroviaire impose de construire une nouvelle gare, qui sera édifiée entre 1902 et 1907. Son inauguration se déroula le 24 juin 1907. En 1898, le Conseil fédéral trancha pour une gare de transit, en rejetant alors le projet d'une gare en cul-de-sac. Ainsi, quand les CFF succédèrent à la compagnie des Chemins de fer du central suisse, le 1er janvier 1902, les travaux préparatoires de la construction de la nouvelle gare étaient bien avancés. Le projet fut exécuté selon les plans des architectes bâlois Emil Faesch et Emanuel La Roche.

## Service des voyageurs

### Desserte

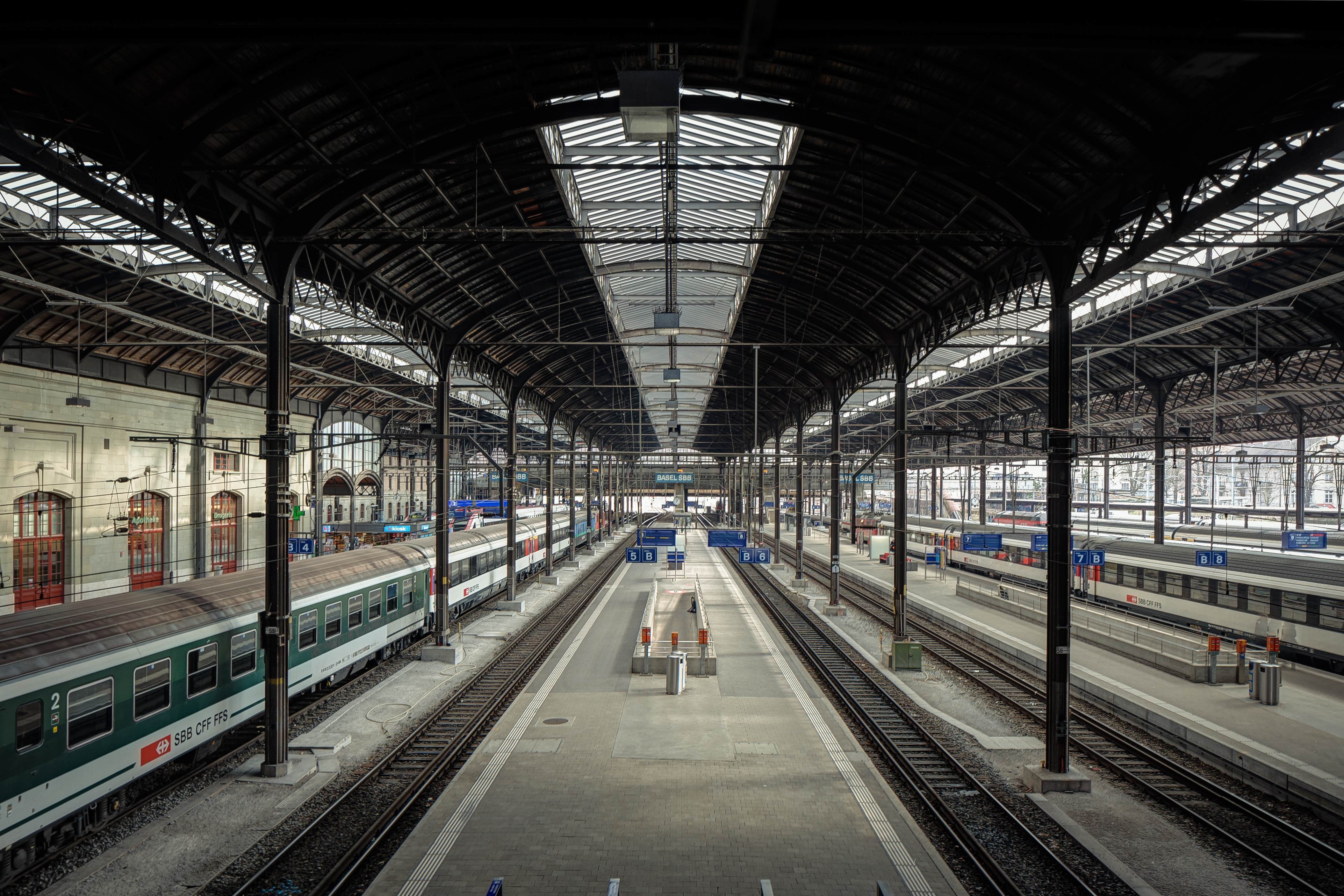
Les quais.

Les principales liaisons au départ de la gare de Bâle CFF sont :
- vers la Suisse : trafic régional, vers les cantons de Bâle-Campagne, Argovie, Zurich et du Jura avec le RER de Bâle (S-Bahn) ; trafic national, avec de nombreux InterCity (IC) et Intercity pendulaires à destination de Zurich HB et au-delà (Coire, Berne ; l'Oberland bernois et le Valais, celui de Lucerne ; le Tessin), ainsi que Genève-Cornavin ou Lausanne via Bienne et Neuchâtel (horaires cadencés toutes les heures ou toutes les demi-heures) ;
- vers la France : TGV Lyria à destination de Paris via la LGV Rhin-Rhône, en desservant Belfort ou Dijon ; s'ajoutent les liaisons utilisant l'annexe de la gare (appelée Bâle SNCF) ;
- vers l'Allemagne : ICE et EuroCity à destination des principales villes d'Allemagne, notamment Hambourg, Francfort, Cologne, Berlin et Munich, partent parfois d'une autre gare de Bâle : la gare badoise, située de l'autre côté du Rhin ; le service Nightjet (NJ) permet des liaisons nocturnes vers Hambourg et Berlin, via la gare badoise ;
- vers les Pays-Bas : ICE vers Amsterdam, via Utrecht et Arnhem ;
- vers l'Italie : EC (ETR 470 / ETR 600), sur les liaisons Bâle – Berne – Brigue – Domodossola – Milan et Bâle – Lucerne – Chiasso – Milan ;
- par ailleurs, la gare est desservie par un EuroCity Express, qui assure une liaison quotidienne entre Francfort-sur-le-Main et Milan.

### Intermodalité

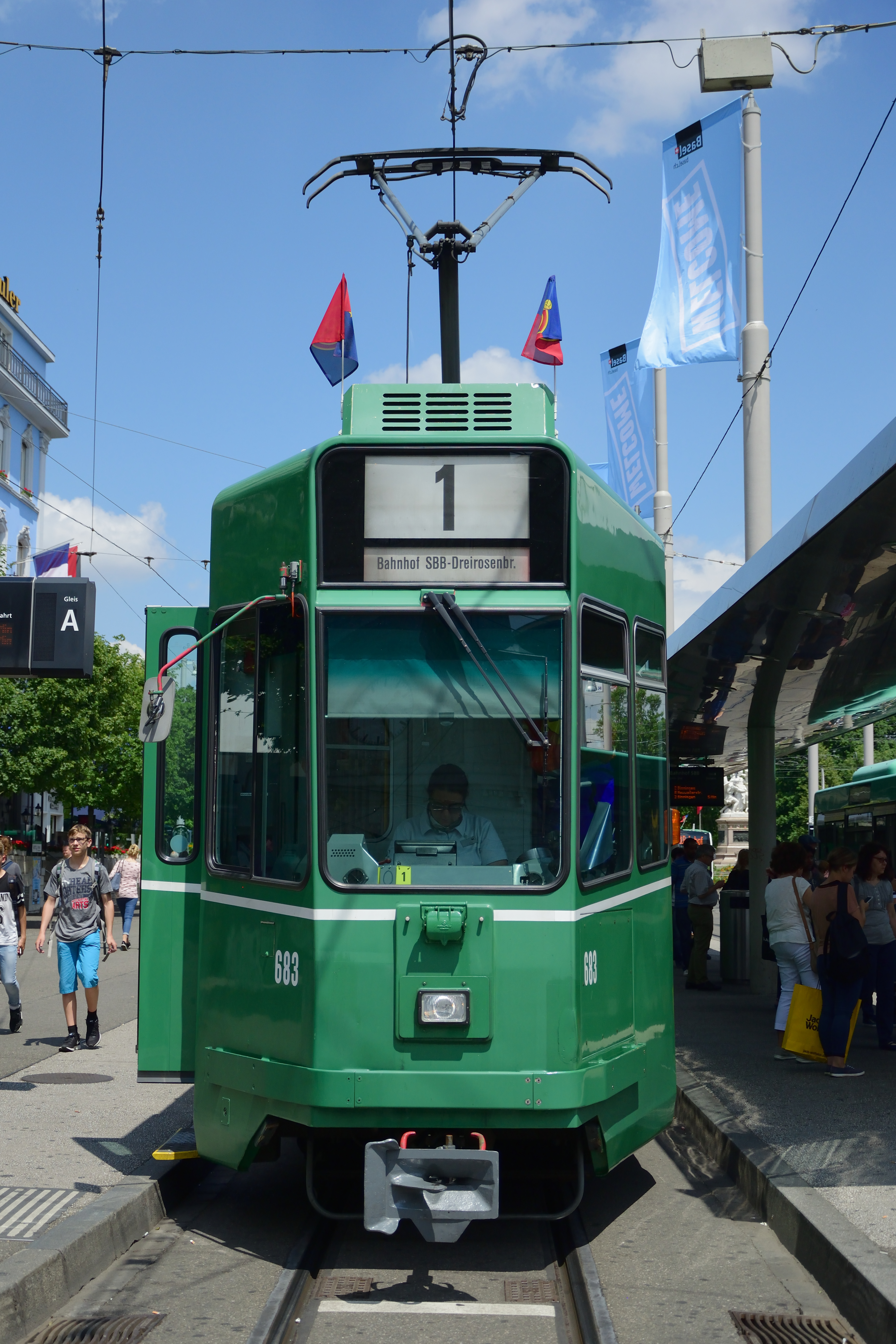
Une motrice du tramway, à la station située près de la gare.

De nombreuses lignes des BVB (tramways et autobus urbains) desservent la gare, dont la no 1 vers Dreirosenbrücke, la no 2 en direction de la Gare badoise de Bâle ou Binningen, et la no 8 en direction de Weil am Rhein ou de Neuweilerstrasse.
Les lignes du BLT (tramways et autobus suburbains) qui la desservent sont les no 10 (pour Dornach ou Rodersdorf) et no 11 (pour Aesch ou la frontière près de Saint-Louis).
Les arrêts des autobus du BVB se trouvent dans la Centralbahnstrasse, à gauche en sortant de la gare.

## Gare de Bâle SNCF
La gare de Bâle SNCF (en allemand Basel SNCF) est une annexe, située du côté ouest, accolée à la gare de Bâle CFF. Elle est destinée à l'arrivée et au départ des trains gérés par la SNCF et passant par le point frontière de Saint-Louis. Les parties suisses et françaises du bâtiment voyageurs de la gare de Bâle sont reliées par un unique couloir de liaison, où étaient réalisés les contrôles frontaliers (devenus inactifs depuis l'adhésion de la Suisse à l'espace Schengen). Dans la partie française, un guichet est tenu par des agents de la SNCF. Le mobilier est le même que celui d'une gare française ordinaire, avec les mêmes automates de vente SNCF, les mêmes écrans d'horaire des trains, etc. (un écriteau informe que les paiements par carte bancaire réalisés au sein de la gare de Bâle SNCF sont vus par les banques comme étant effectués en France, et sont donc sans frais supplémentaires internationaux pour les porteurs de cartes de paiement françaises). La gare de Bâle SNCF est aussi le point limite de validité pour les abonnements et réductions tarifaires nationales de la SNCF, un voyage au-delà relevant du trafic international.
La gare de Bâle SNCF, constituée de quatre voies (numérotées 30, 31, 33 et 35), est l'aboutissement historique de la ligne de Strasbourg à Bâle. En raison de l'orientation de ces voies en cul-de-sac (excepté la no 30), elle est exclusivement affectée au trafic provenant ou à destination de France via Saint-Louis : il s'agit des TER Grand Est (dont les TER 200) de ou vers Strasbourg et Mulhouse.
La gare de Bâle SNCF, ainsi que le court tronçon ferroviaire jusqu'à la frontière française, sont électrifiés en 25 kV – 50 Hz (courant utilisé dans le nord et l'est de la France), tandis que la gare de Bâle CFF est électrifiée en 15 kV – 16,7 Hz (comme tout le réseau ferroviaire suisse). Les gares SNCF et CFF de Bâle constituent donc aussi une frontière électrique, infranchissable pour les trains qui ne sont pas multitension. Néanmoins, les voies 4 (qui est passante, sans quai pour Bâle SNCF) et 30 (également passante, mais desservie par un quai de Bâle SNCF) sont commutables dans ces deux tensions.

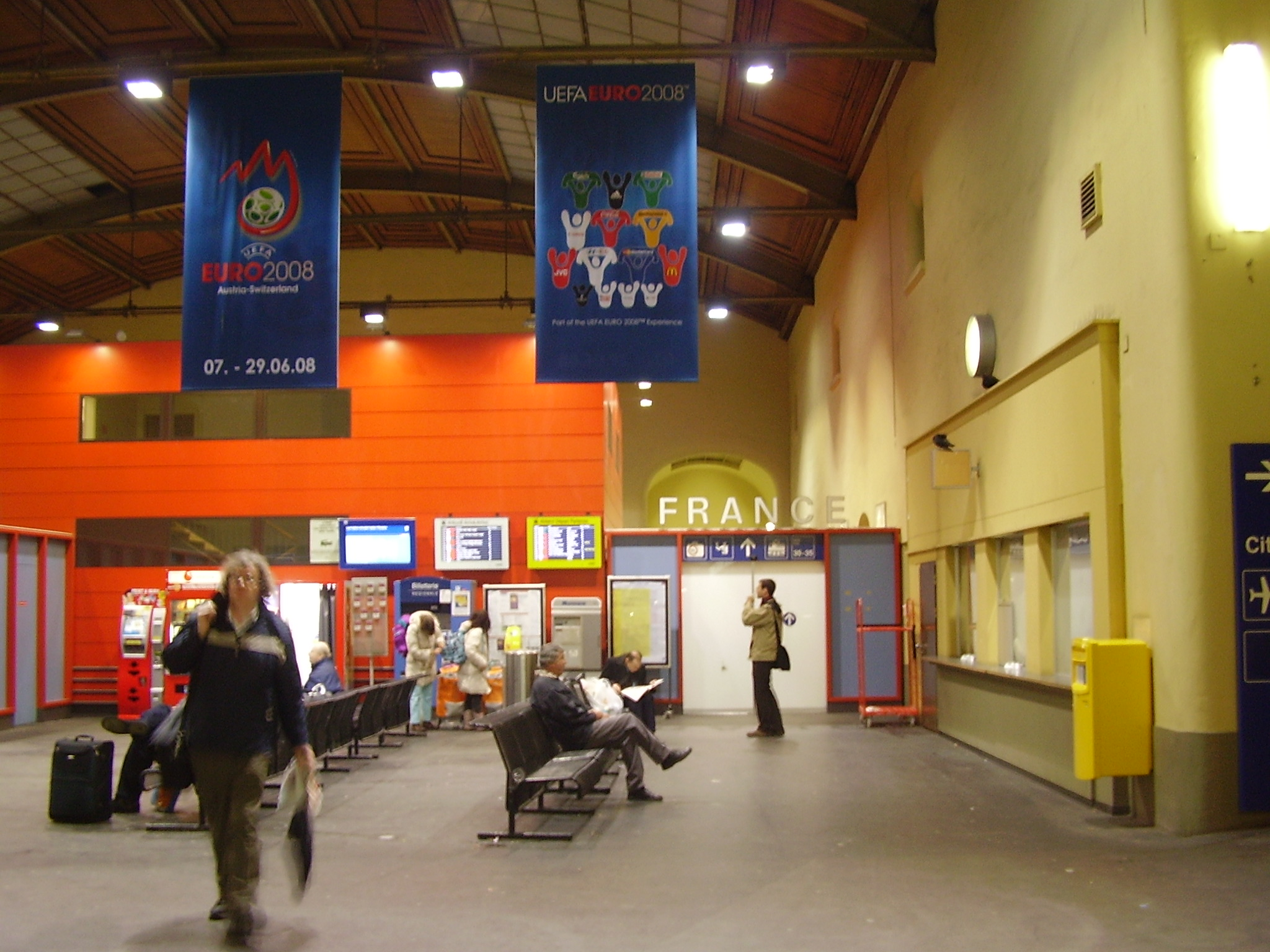
Entrée-frontière de la gare SNCF, vue depuis la gare suisse.
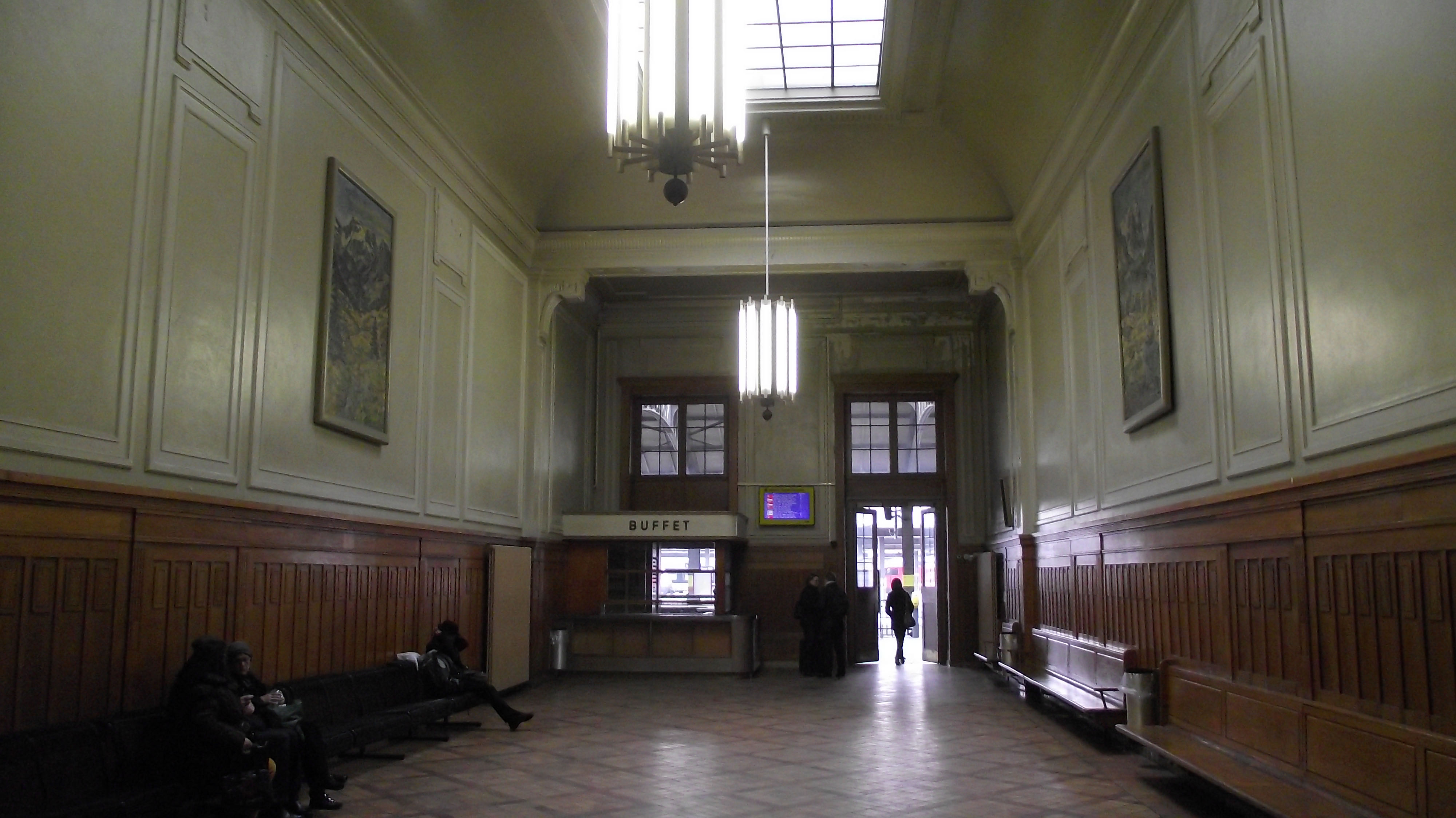
Salle d'attente, se trouvant après l'ancienne douane.
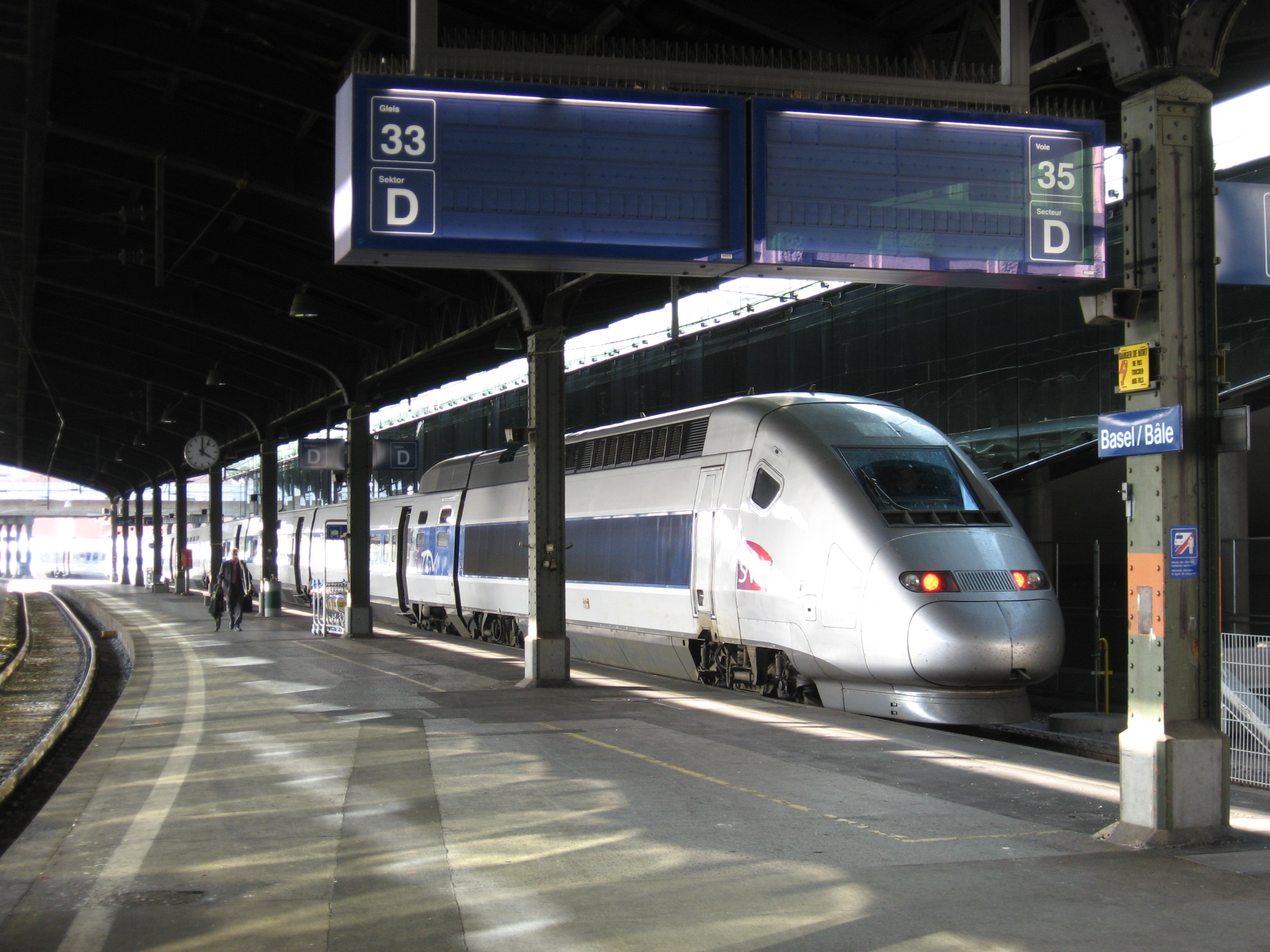
Rame TGV POS (en livrée Lacroix) qui est terminus sur la voie 35, en octobre 2008.

## Autres gares de Bâle
- Gare badoise, en allemand Badischer Bahnhof, située au nord-est de Bâle en direction de l'Allemagne, exploitée par la DB.
- Bâle-Saint-Jean, située sur la ligne en direction de Saint-Louis (en France).
- Bâle-Saint-Jacques, située sur la ligne d'Olten en Suisse.
- Bâle-Dreispitz, sur la ligne en direction de Delémont.